# Tamássy Károly
Tamássy Károly (Jolsvatapolca, 1806. május 30. – Debrecen, 1885. július 2.) magyar gyógyszerész, pomológus.

## Élete
Jolsvatapolcán született, ahol atyja Tamássy Pál evangélikus lelkész volt. A sajógömöri gimnáziumban két évet töltve, a késmárki líceumba ment, ahol hat osztályt végzett és németül is megtanult. Ezután 1820-ban Maleter István jolsvai gyógyszerésznél gyakornok volt négy évig. A gyakorlati vizsga letétele után a pesti egyetemen 1824 novemberétől egy év alatt a vegytani és növénytani tanulását bevégezte. Pestről Bécsbe ment, ahol gyógyszerészi oklevelet nyert és mint segéd a belvárosi gyógyszertárban szolgált. 1831. szeptember 16.-án Debrecenben gyógyszertárt vett. 1849. június 30.-án mint nemzetőr kapitány a népzendülést, midőn a fogoly német katonatiszteket akarták legyilkolni, lecsendesítette (ezért 1852-ben koronás arany érdemkeresztet kapott), a debrecen-biharmegyei gyógyszerész-egylet elnöke és a magyarországi gyógyszerész-egylet 12. járásának igazgatója volt Debrecenben.
A pomológia terén kifejtett munkássága számottevő. Leírta a hazai és az alföldi viszonyok között a népi termesztésben elterjedt gyümölcsfajtákat.

## Művei
- A gyógyszerészet története. Debrecen, 1883.
- Adalékok a vegytan történetéből. Debrecen, 1884.